# Mont-Saint-Père
Mont-Saint-Père är en kommun i departementet Aisne i regionen Hauts-de-France i norra Frankrike. Kommunen ligger  i kantonen Château-Thierry som ligger i arrondissementet Château-Thierry. År 2022 hade Mont-Saint-Père 689 invånare.

## Befolkningsutveckling
Antalet invånare i kommunen Mont-Saint-Père
Referens: INSEE